# NGC 5965-1
NGC 5965-1 (другие обозначения — UGC 9914, IRAS15328+5651, MCG 10-22-20, FGC 1918, ZWG 297.16, KCPG 469B, PGC 55459) — спиральная галактика (Sb) в созвездии Дракон.
Этот объект входит в число перечисленных в оригинальной редакции «Нового общего каталога».
В галактике вспыхнула сверхновая SN 2001cm типа II, её пиковая видимая звездная величина составила 17,5.